# Solide d'épaisseur constante
En géométrie, une surface d'épaisseur constante  est une surface convexe dont l'épaisseur, mesurée par la distance entre deux plans parallèles qui lui sont tangents, est la même quelle que soit l'orientation de ces plans. Il s'agit d'une extension dans l'espace du concept de courbe de largeur constante.

## Définition
Soit une surface convexe. Pour une direction donnée, on peut définir deux plans parallèles (appelées « plans d'appui ») qui lui sont tangents en deux points distincts. La surface est dite d'épaisseur constante si la distance entre les plans d'appui est indépendante de leur direction. Cette distance est l'épaisseur de la surface.

## Propriétés
Pour une surface d'épaisseur constante, il existe un cube auquel elle est tangente sur au moins trois faces, quelle que soit son orientation.

## Exemples
La sphère est un exemple trivial de solide d'épaisseur constante.
Le solide de révolution engendré par rotation du triangle de Reuleaux autour d'un de ses axes de symétrie est un solide d'épaisseur constante. Plus généralement, tous les solides de révolution engendrés à partir d'un polygone de Reuleaux sont d'épaisseur constante.
Contrairement à l'intuition, le tétraèdre de Reuleaux n'est pas d'épaisseur constante ; il est cependant possible de construire des solides d'épaisseur constante ayant une forme similaire : les solides de Meissner.
Tommy Bonnesen (en) et Werner Fenchel ont conjecturé en 1934 que les solides de Meissner possèdent le volume minimal parmi tous les solides de même épaisseur constante, mais cette conjecture n'est pas démontrée. Par contre, parmi toutes les surfaces de révolution de même épaisseur constante, celle engendrée par la rotation d'un triangle de Reuleaux autour de son axe possède le volume minimal.

## Généralisation
Il est possible de généraliser la définition dans des dimensions supérieures en considérant des corps convexes compacts . Cette méthode peut être étendue en dimensions supérieures.